# Fernán Sánchez de Badajoz
Fernán Sánchez de Badajoz (Badajoz, Extremadura, 1315 - 1369) fue un noble español, alcalde mayor de Badajoz.
Era miembro de la noble familia extremeña de los Sánchez de Badajoz. Su padre, también del mismo nombre, Fernán Sánchez de Badajoz, fallecido en 1350 en Gibraltar, era Señor del Repartimento de Alcántara.
El primer rey de la dinastía Trastámara Enrique II de Castilla hizo al alcalde mayor de Badajoz, Fernán Sánchez de Badajoz, mediante privilegio fechado en Albalá el 17 de enero de 1369, señor de la villa y castillo de Barcarrota (I señor de Barcarrota), en las cercanías de Badajoz como merced por sus servicios prestados durante las guerras con la vecina Portugal. Barcarrota pertenecería a la familia hasta que el rey Juan II de Castilla la cedería a Juan Pacheco, marqués de Villena a mediados del siglo XV.
Casado con su prima hermana María Sánchez de Badajoz, tuvieron un hijo, Garci Sánchez de Badajoz, II señor de Barcarrota y también alcalde mayor de Badajoz.